# 후쿠치정
후쿠치정(일본어: 福智町 후쿠치마치[*])은 일본 후쿠오카현 중앙부에 있는 다가와군의 정이다.
2006년 3월 6일에 아카이케정·가나다정·호조정이 합병해 탄생했다. 정명은 일반 공모에 의해 선정된 것으로 정 북단에 있는 후쿠치산(해발 901m)에서 유래한다.

## 지리
후쿠오카현의 중앙부보다 약간 북동쪽에 있고 지쿠호의 북동단부, 후쿠오카시에서 동쪽으로 약 45km, 기타큐슈시에서 남쪽으로 약 35km 떨어진 장소에 위치한다. 정역을 히코산강·주겐지강 등 2개의 하천이 가로지르고 있고 두 하천은 정의 중앙에서 합류한다. 정역의 북동부는 후쿠치산(901m)을 시작으로 600~700m급 산이 늘어선 산지이다. 이외 지역은 지쿠호 분지의 북동단에 해당한다.
경제·생활 면에서는 기타큐슈시·다가와시·노가타시와의 관계가 깊고 옛 아카이케정은 기타큐슈 도시권의 10% 통근권, 옛 가나다·호조정은 5% 통근권에 속한다.

### 인접한 자치체
- 기타큐슈시(고쿠라미나미구)
- 노가타시
- 다가와시
- 이즈카시
- 다가와군 가와라정, 이토다정

## 역사
- 1889년 4월 1일 - 정촌제 시행으로 현재의 정역에 다가와군 간다촌, 호조촌, 아가노촌이 성립하였다.
- 1916년 7월 28일 - 간다촌이 정으로 승격해 가나다정으로 개칭하였다.
- 1939년 11월 3일 - 아가노촌이 정으로 승격해 아카이케정으로 개칭하였다.
- 1956년 8월 1일 - 호조촌이 정으로 승격해 호조정이 되었다.
- 2006년 3월 6일 - 가나다정·호조정·아카이케정이 대등 합병해 후쿠치정이 성립하였다.

## 경제
이전에는 미쓰비시 호조 탄광 등의 탄광이 경제를 지지하고 있었지만 현재는 모두 폐광해 철거지를 공업단지로 재이용하는 것으로 재생을 도모하고 있다. 특산품으로는 전통 공예품인 아가노 도자기가 있다.

## 교통

### 철도
- 헤이세이 지쿠호 철도 이타선

### 버스
- 니시테쓰 버스 지쿠호

### 도로
고속도로와 일반 국도가 모두 없고 후쿠오카현도 노선이 일부 있다. 다만 고속도로 같은 경우 규슈 자동차도의 야하타 나들목이 후쿠치정 근처에 있지만 후쿠치정 관내는 아니다. 현도 노선들은 아래와 같다.
- 후쿠오카현도 제22호선
- 후쿠오카현도 제62호선
- 후쿠오카현도 제95호선
- 후쿠오카현도 제419호선
- 후쿠오카현도 제420호선
- 후쿠오카현도 제456호선